# Monica Kronlund
Monica Christina Kronlund, född 14 februari 1944 i Härnösand, död 21 maj 2016 i Spånga-Kista församling, var en svensk journalist och författare. 
Monica Kronlund var dotter till fäktmästaren Martin Kronlund och författaren Thea Oljelund samt dotterdotter till författarna Ivan Oljelund och Linda Öberg. Kronlund var även halvsyster till Peter Oljelund.